# Чая (приток Лены)
Ча́я — река в Иркутской области и Бурятии, правый приток Лены. 
Длина — 353 км. Площадь бассейна — 11400 км².
Берёт начало на склонах Верхнеангарского хребта, течёт большей частью по Северо-Байкальскому нагорью на северо-запад. По берегам — лиственничные леса с примесью ели, реже сибирского кедра, сосны. Долина реки неширока, болотиста и не населена. Река доступна в низовьях небольшим лодкам, обильна рыбою. Питание реки преимущественно дождевое, половодье с мая по сентябрь.
Сплав по Чае обычно проходит от хозяйства Улуки до устья. Категория сложности сплава для катамаранов, рафтов, надувных плотов и лодок — 4, для байдарок — 5. Всего на реке встречается порядка 40 различных препятствий, объединённые в 4 основных каскада.

### Притоки
Левые притоки: Олокит, Абчада, Акукан, Чико, Гулякит, Нырунда, Коганда, Килякта, Звериная, Чайский, Глубокий, Петровский, Кривосошенский и др.
Правые притоки: Нюсидёк, Амутберен, Колоктакан, Тупо, Асиктака, Извилистый, Магдана, Налимда, Тулбуконовская, Каменный, Порожный, Рубченок, Берёзовый, Лимпея, Уготь-Падь, Чуприха, Красный и др.

## Фотогалерея

Бассейн Лены
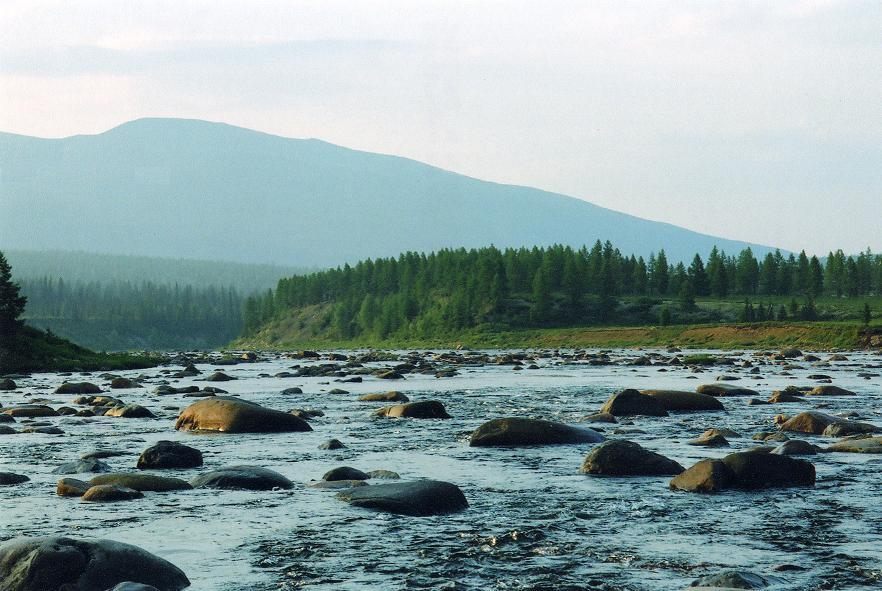
Шивера Каменный цветок
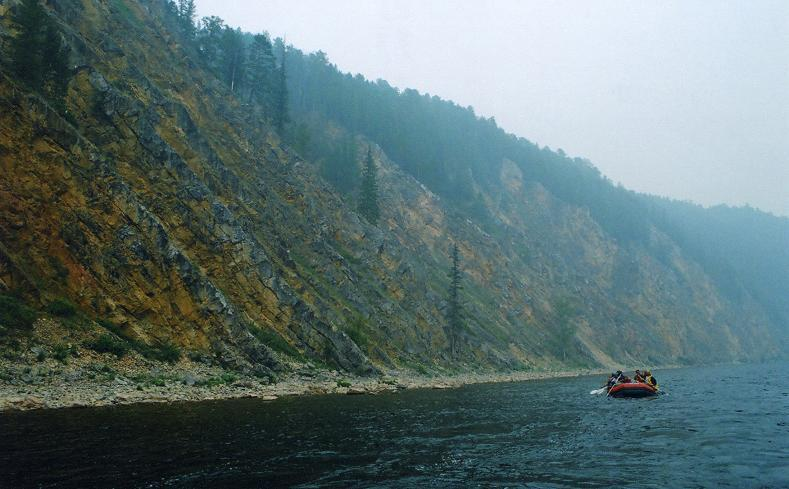